# Mikroregion Guaporé

Mikroregion Guaporé

Mikroregion Guaporé – mikroregion w brazylijskim stanie Rio Grande do Sul należący do mezoregionu Nordeste Rio-Grandense. Ma powierzchnię 3.624,6 km²

## Gminy
- André da Rocha
- Anta Gorda
- Arvorezinha
- Dois Lajeados
- Guabiju
- Guaporé
- Ilópolis
- Itapuca
- Montauri
- Nova Alvorada
- Nova Araçá
- Nova Bassano
- Nova Prata
- Paraí
- Protásio Alves
- Putinga
- São Jorge
- São Valentim do Sul
- Serafina Corrêa
- União da Serra
- Vista Alegre do Prata